# 형제애와 통일

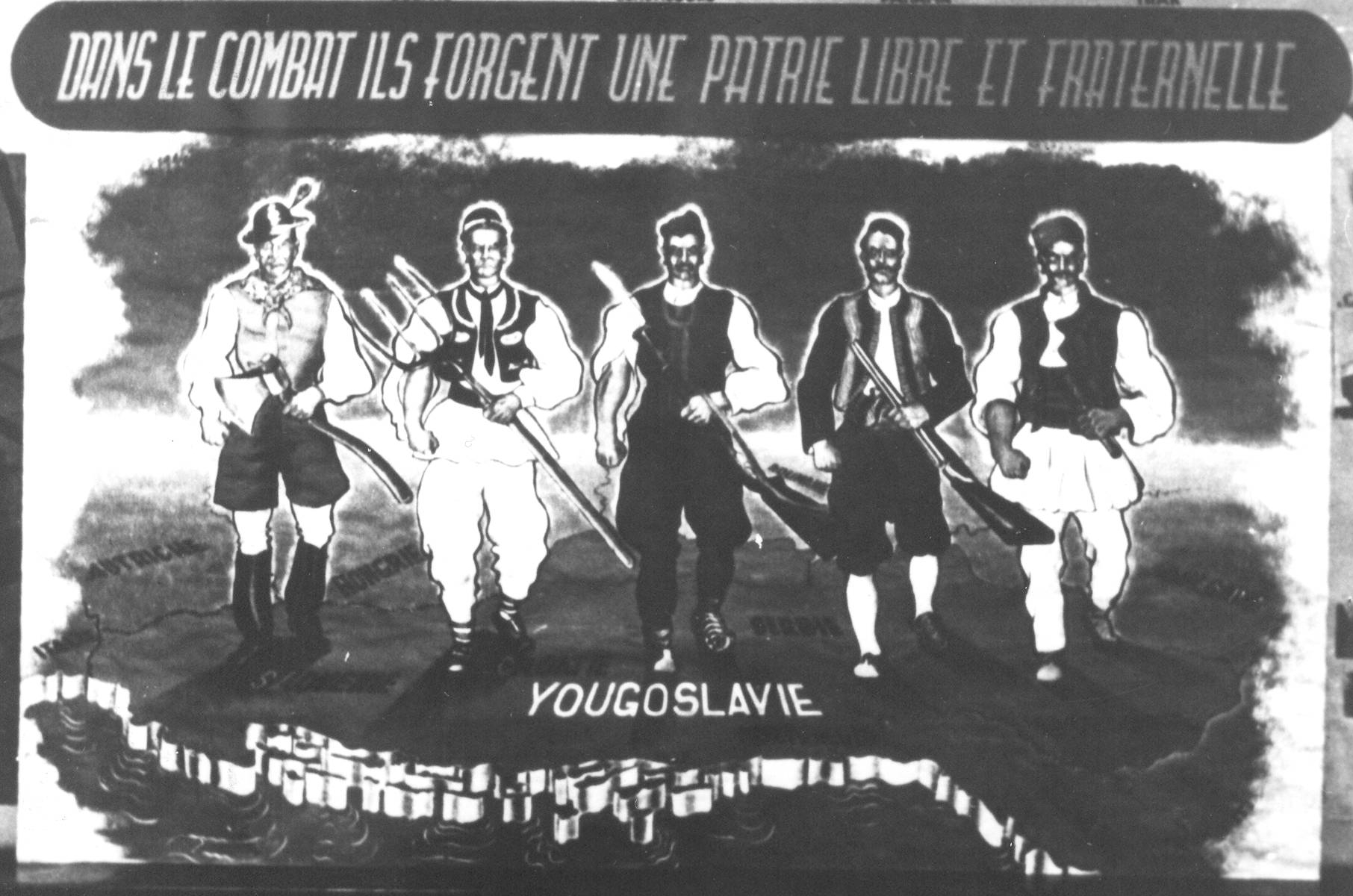
1945년 4월 8일 뿌려진 그림인 '자유와 형재애를 위한 투쟁'

형재애와 통일(세르보크로아트어: Bratstvo i jedinstvo / Братство и јединство 브라츠트보 이 예딘스트보[*])은 유고슬라비아 파르티잔 전쟁(1941-1945년) 당시 유고슬라비아 공산주의자 동맹이 내걸었던 표어이자 제2차 세계 대전 이후 유고슬라비아 사회주의 연방 공화국 국가 내 민족 정책을 상징하는 표어이다. 슬로베니아에서는 초기에 형재애와 평화(슬로베니아어: bratstvo in mir 브라츠트보 인 미르)라는 표어를 사용했다. 전후 티토주의의 유고슬라비아주의, 민족의 구분 없는 화합 정책을 나타내는 문구이기도 하다.